# Laxkarpar (familj)
Laxkarpar (Characidae) är en familj i ordningen Characiformes, som också heter laxkarpar på svenska. De cirka 1000 kända arterna förekommer i Amerika från Texas och Mexiko i norr till mellersta Argentina i söder.
I Amazonas regnskogar och dess vattendrag, fiskar man svart paku, Collosoma macroponum, som kan bli över 30 centimeter lång, och den blir en välkommen rätt på middagsbordet. Olika arter av piraya är matfiskar liksom populära sportfiskar, liksom invånare i specialakvariet.

## Systematik
Familjen delas in i 12 underfamiljer. Sammanlagt 88 släkten är inte inordnade under någon underfamilj, utan anförs som incertae sedis, där den taxonomiska tillhörigheten är okänd eller odefinierad.
- Laxkarpar (Characidae)
  - Agoniatinae (2 arter)
    - Agoniates Müller & Troschel, 1845

  - Aphyocharacinae (12 arter)
    - Aphyocharax Günther, 1868

  - Bryconinae (3 släkten med 43 arter)
    - Brycon Müller & Troschel, 1844
    - Chilobrycon Géry & de Rham, 1981
    - Henochilus Garman, 1890

  - Characinae (12 släkten med 70 arter)
    - Acanthocharax Eigenmann, 1912
    - Acestrocephalus Eigenmann, 1910
    - Charax Scopoli, 1777
    - Cynopotamus Valenciennes in Cuvier & Valenciennes, 1850
    - Galeocharax Fowler, 1910
    - Gnathocharax Fowler, 1913
    - Heterocharax Eigenmann, 1912
    - Hoplocharax Géry, 1966
    - Lonchogenys Myers, 1927
    - Phenacogaster Eigenmann, 1907
    - Priocharax Weitzman & Vari, 1987
    - Roeboides Günther, 1864

  - Cheirodontinae (15 släkten med 46 arter)
    - Acinocheirodon Malabarba & Weitzman, 1999
    - Aphyocheirodon Eigenmann, 1915
    - Cheirodon Girard, 1855
    - Cheirodontops Schultz, 1944
    - Compsura Eigenmann, 1915
    - Heterocheirodon Malabarba, 1998
    - Kolpotocheirodon Malabarba & Weitzman, 2000
    - Macropsobrycon Eigenmann, 1915
    - Nanocheirodon Malabarba, 1998
    - Odontostilbe Cope, 1870
    - Prodontocharax Eigenmann & Pearson in Pearson, 1924
    - Pseudocheirodon Meek & Hildebrand, 1916
    - Saccoderma Schultz, 1944
    - Serrapinnus Malabarba, 1998
    - Spintherobolus Eigenmann, 1911

  - Clupeacharacinae (1 art)
    - Clupeacharax Pearson, 1924

  - Glandulocaudinae (19 släkten med 50 arter)
  - Iguanodectinae (2 släkten med 11 arter)
    - Iguanodectes Cope, 1872
    - Piabucus Oken, 1817

  - Rhoadsiinae (3 släkten med 6 arter)
    - Carlana Strand, 1928
    - Parastremma Eigenmann, 1912
    - Rhoadsia Fowler, 1911

  - Serrasalminae (15 släkten med 80 arter)
  - Stethaprioninae (4 släkten med 12 arter)
    - Brachychalcinus Boulenger, 1892
    - Orthospinus Reis, 1989
    - Poptella Eigenmann, 1908
    - Stethaprion Cope, 1870

  - Tetragonopterinae (1 släkte med 2 arter)
    - Tetragonopterus Cuvier, 1816

  - Incertae sedis
    - Aphyocharacidium Géry, 1960
    - Aphyodite Eigenmann, 1912
    - Astyanacinus Eigenmann, 1907
    - Astyanax Baird & Girard, 1854
    - Atopomesus Myers, 1927
    - Attonitus Vari & Ortega, 2000
    - Aulixidens Böhlke, 1952
    - Bario Myers, 1940
    - Boehlkea Géry, 1966
    - Bramocharax Gill i Gill & Bransford, 1877
    - Brittanichthys Géry, 1965
    - Bryconacidnus Myers i Eigenmann & Myers, 1929
    - Bryconadenos
    - Bryconamericus Eigenmann i Eigenmann, McAtee & Ward, 1907
    - Bryconella Géry, 1965
    - Bryconexodon Géry, 1980
    - Bryconops Kner, 1858
    - Caiapobrycon Malabarba & Vari, 2000
    - Carlastyanax
    - Ceratobranchia Eigenmann i Eigenmann, Henn & Wilson, 1914
    - Chalceus Cuvier, 1818
    - Coptobrycon Géry, 1966
    - Creagrutus Günther, 1864
    - Ctenobrycon
    - Cyanocharax
    - Deuterodon Eigenmann i Eigenmann, McAtee & Ward, 1907
    - Engraulisoma Castro, 1981
    - Exodon Müller & Troschel, 1844
    - Genycharax Eigenmann, 1912
    - Grundulus Valenciennes in Cuvier & Valenciennes, 1846
    - Gymnocharacinus Steindachner, 1903
    - Gymnocorymbus Eigenmann, 1908
    - Gymnotichthys Fernández-Yépez, 1950
    - Hasemania Ellis, 1911
    - Hemibrycon Günther, 1864
    - Hemigrammus Gill, 1858
    - Hollandichthys Eigenmann, 1910
    - Hyphessobrycon Durbin in Eigenmann, 1908
    - Hypobrycon Malabarba & Malabarba, 1994
    - Inpaichthys Géry & Junk, 1977
    - Jupiaba Zanata, 1997
    - Knodus Eigenmann, 1911
    - Leptagoniates Boulenger, 1887
    - Leptobrycon Eigenmann, 1915
    - Lignobrycon Eigenmann & Myers, 1929
    - Lobodeuterodon
    - Markiana Eigenmann, 1903
    - Microgenys Eigenmann, 1913
    - Microschemobrycon Eigenmann, 1915
    - Mixobrycon Eigenmann, 1915
    - Moenkhausia Eigenmann, 1903
    - Monotocheirodon Eigenmann & Pearson in Pearson, 1924
    - Myxiops
    - Nans Mirande, Aguilera & Azpelicueta, 2004
    - Nematobrycon Eigenmann, 1911
    - Nematocharax Weitzman, Menezes et Britski, 1986
    - Odontostoechus Gomes, 1947
    - Oligobrycon Eigenmann, 1915
    - Oligosarcus Günther, 1864
    - Othonocheirodus Myers, 1927
    - Oxybrycon Géry, 1964
    - Paracheirodon Géry, 1960
    - Paragoniates Steindachner, 1876
    - Parapristella Géry, 1964
    - Parecbasis Eigenmann, 1914
    - Petitella Géry & Boutière, 1964
    - Phenagoniates Eigenmann & Wilson in Eigenmann, Henn & Wilson, 1914
    - Piabarchus Myers, 1928
    - Piabina Reinhardt, 1867
    - Prionobrama Fowler, 1913
    - Pristella Eigenmann, 1908
    - Probolodus Eigenmann, 1911
    - Psalidodon Eigenmann, 1911
    - Psellogrammus Eigenmann, 1908
    - Pseudochalceus Kner, 1863
    - Rachoviscus Myers, 1926
    - Rhinobrycon Myers, 1944
    - Rhinopetitia Géry, 1964
    - Roeboexodon Géry, 1959
    - Salminus Agassiz in Spix & Agassiz, 1829
    - Schultzites Géry, 1964
    - Scissor Günther, 1864
    - Serrabrycon Vari, 1986
    - Stichonodon Eigenmann, 1903
    - Stygichthys Brittan & Böhlke, 1965
    - Thayeria Eigenmann, 1908
    - Thrissobrycon Böhlke, 1953
    - Triportheus Cope, 1872
    - Tucanoichthys Géry & Römer, 1997
    - Tyttobrycon Géry, 1973
    - Xenagoniates Myers, 1942